# Chùa Quán Thế Âm
Chùa Quán Thế Âm tọa lạc ở thôn Sơn Thủy, xã Hòa Hải, huyện Hòa Vang, thành phố Đà Nẵng, trong khu vực Ngũ Hành Sơn, bên dòng sông Trường Giang. Chùa thuộc hệ phái Bắc tông.

## Lịch sử
Chùa trước đây là ngôi tịnh thất do Hòa thượng Pháp Nhãn dựng lên bên động Quan Âm. Chùa được xây dựng từ năm 1960 đến năm 1962. Hàng năm, chùa có tổ chức lễ hội văn hóa vào ngày vía Bồ tát Quan Thế Âm, 19 tháng 2 âm lịch.

## Động Quan Âm
Động Quan Âm là động lớn được tìm ra vào năm 1956. Đường xuống động nằm cạnh chùa. Động có chiều dài khoảng 50m, rộng 10m, trần động có vô số thạch nhũ đầy màu sắc và hình dáng, nổi bật là pho tượng Quán Thế Âm cao 1,75m, một bức phù điêu thiên tạo kỳ diệu. Ở động còn có "chuông đá lớn" được gọi là Thạch Chung thiên cổ, đó là tiếng chuông được phát ra từ một thạch nhũ to tròn như cây cột, cao 5m; và những âm thanh như tiếng trống, tiếng mõ, tiếng khánh... phát ra từ các thạch nhũ khác.
Chùa đã đón tiếp hàng vạn du khách, Phật tử đến tham quan, chiêm bái, sinh hoạt hàng năm.